# Philip Sidney
Sir Philip Sidney (n. 30 noiembrie 1554, Penshurst⁠(d), Sevenoaks⁠(d), Anglia, Regatul Unit – d. 17 octombrie 1586, Arnhem, Gelderland, Țările de Jos) a fost un poet englez.

## Biografie
Philip Sidney s-a născut la Penshurst Castle, reședința familiei sale din Kent.
Cu toate că se trăgea dintr-o familie celebră- tatăl lui a fost Sir Henry Sidney, iar mama lui a fost sora earl-ului de Leicester- Philp Sidney nu a fost înnobilat decât cu 4 ani înainte de a deceda.
Înainte de a merge la Shrewsbury School, Sidney a fost educat acasă de mama sa. După terminarea acestei școli, s-a înscris la Christ Church, Oxford, dar a întrerupt studiile fără a lua o diplomă în 1571, anul următor mergând cu unchiul său într-o călătorie în Europa continentală. Au vizitat Franța (unde a fost numit „Gentleman of the Bedchamber” la curtea lui Carol al IX-lea), Austria, Veneția (unde i-a cunoscut pe Veronese și Tintoretto), Padova și Genova.
La întoarcere, l-a însoțit pe tatăl său în Irlanda unde acesta a fost de trei ori Lord Deputy. Când s-a întors în Anglia, a cunoscut-o pe Penelope, fiica primului earl de Essex, care i-a inspirat sonetul Astrophel and Stella. Dar Penelope avea să se mărite cu Lord Rich, Sidney căsătorindu-se cu Frances Walsingham în 1582, același an în care a fost înnobilat.
În 1578 a scris o piesă pentru teatrul de măști, The Lady of May, în cinstea vizitei reginei Elisabeta I la Leicester House. În urma unui conflict cu earl-ul de Oxford, Sidney se retrage la sora sa Mary, pentru care a scris Arcadia, un roman de dragoste. Tot cam în această perioadă a scris probabil și The Apologie of Poetrie.
În 1584, Sidney a fost numit „Joint Master of Ordinance” de către earl-ul de Warwick. A vrut să se alăture lui Sir Francis Drake la expediția acestuia în Indiile de Vest, dar a fost trimis ca Guvernor de Flushing în Olanda în 1585. Un an mai târziu cu ocazia unui atac asupra unei unități militare spaniole la Zutpen, a fost rănit la picior și a murit din cauza acestor răni la vârsta de 32 de ani. 
Lucrările sale nu au fost publicate în timpul vieții lui, ele fiind doar circulate în manuscris. La moartea sa, Edmund Spenser și Michael Dayton au scris elegii.